# مظاهرات جامعة كاليفورنيا (دافيس) المؤيدة لفلسطين 2024
انطلقت مظاهرات المؤيدة لفلسطين في جامعة كاليفورنيا (دافيس) في 6 مايو 2024 ومعارضة لاستثمارات الجامعة في إسرائيل بسبب الصراعات المستمرة في غزة.